# Seamus Mallon

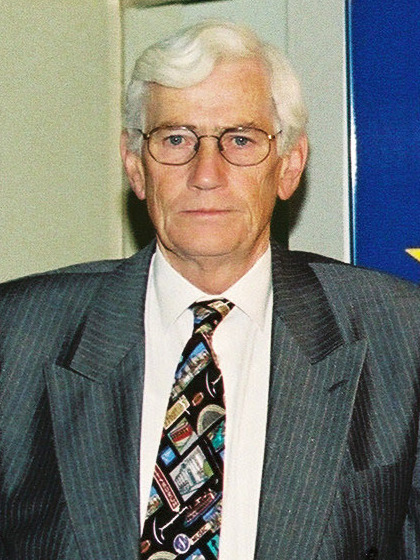
Seamus Mallon (1998)

Seamus Frederick Mallon (* 17. August 1936; † 24. Januar 2020) war ein nordirischer Politiker.
Er stammte aus einer Familie von irischen Republikanern. Sein Vater war ein ehemaliger IRA-Mann, der im Irischen Bürgerkrieg gekämpft hatte. In den 1960er Jahren engagierte sich Mallon in der Bürgerrechtsbewegung. Mallon war ein starker Verfechter des gewaltfreien Nationalismus und lehnte politische Gewalt ab. Er war von 1979 bis 2001 stellvertretender Vorsitzender der Social Democratic and Labour Party (SDLP). Er war Mitglied des SDLP-Teams bei den parteiübergreifenden Verhandlungen (den „Stormont-Gesprächen“), die im Juni 1996 in Belfast begannen und zum Karfreitags-Abkommen führten. Er war von 1998 bis 2001 Deputy First Minister of Northern Ireland. Von 1986 bis 2005 war er Mitglied des Unterhauses für den Wahlkreis Newry and Armagh. 2005 zog er sich aus der aktiven Politik zurück.

## Belege
1. ↑  Seamus Mallon obituary. 24. Januar 2020, abgerufen am 8. Mai 2022 (englisch).

| Personendaten    | Personendaten                                    |
| ---------------- | ------------------------------------------------ |
| NAME             | Mallon, Seamus                                   |
| ALTERNATIVNAMEN  | Mallon, Seamus Frederick (vollständiger Name)    |
| KURZBESCHREIBUNG | stellvertretender Erster Minister von Nordirland |
| GEBURTSDATUM     | 17. August 1936                                  |
| STERBEDATUM      | 24. Januar 2020                                  |